# Лу Перлман
Луїс Джей Перлман (англ. Louis Jay Pearlman; 19 червня 1954, Нью-Йорк — 19 серпня 2016, Маямі) — американський музичний менеджер й аферист, стояв за багатьма успішними бойбендами 1990-х років, створив і фінансував «Backstreet Boys», а після величезного успіху гурту заснував «NSYNC».
2006 року його звинуватили в управлінні однією з найбільших і найтриваліших фінансових пірамід в історії США, яка залишила понад 300 мільйонів доларів боргів. Після спроби уникнути арешту Перлмана затримали на Балі, Індонезія, у червні 2007 року. Визнав себе винним у співучасті у злочині, відмиванні грошей і наданні неправдивих свідчень під час процедури банкрутства. 2008 року визнали винним і засудили до 25 років ув'язнення. 2016 року помер під час відбування покарання.

## Ранні роки
Народився та виріс у Квінзі, штат Нью-Йорк, був єдиною дитиною в сім'ї євреїв Гая Перлмана, який займався хімчисткою, та Рені Перлман, помічниці у шкільній їдальні.
Був двоюрідним братом музиканта Арта Гарфанкела.
Дім Перлмана знаходився навпроти аеропорту Флашинг, де він з другом Аланом Гроссом спостерігали за зльотом і посадкою дирижаблів. Згідно з його автобіографією «Bands, Brands, & Billions» у той період він скористався своєю посадою у шкільній газеті й отримав можливість полетіти на дирижаблі. Але Гросс спростовує це, стверджуючи, що він був шкільним репортером і взяв Перлмана з собою.
Слава та багатство Гарфанкела привернули увагу Перлмана до музичного бізнесу. У підлітковому віці він керував гуртом, але успіх виявився недосяжним і він зосередився на авіації. На першому курсі у Квінз-коледжі Перлман склав бізнес-план вертолітного таксі у Нью-Йорку. До кінця 1970-х років запустив бізнес на основі свого бізнес-плану, почавши з одного гелікоптера. Він переконав німецького бізнесмена Теодора Вюлленкемпера навчити його працювати з дирижаблями, а потім провів деякий час на заводах Вюлленкемпера в Західній Німеччині, вивчаючи їх.

## Підозри у шахрайстві
Повернувшись до США, Перлман заснував компанію Airship Enterprises Ltd, яка передала майбутній дирижабль в оренду Jordache. За отримані кошти від угоди побудували дирижабль, але він одразу розбився. Дві сторони подали в суд, і через сім років Перлман отримав 2,5 мільйона доларів компенсації.
За порадою друга, Перлман заснував публічну компанію Airship International, щоб зібрати 3 мільйони доларів, необхідних для придбання дирижабля, неправдиво стверджуючи, що співпрацює з Wüllenkemper. Він здав дирижабль в оренду McDonald's для реклами.
У липні 1991 року Перлман перемістив компанію до Орландо, штат Флорида, де підписав угоди про оренду дирижаблів з MetLife і SeaWorld.
Вихід одного клієнта та три авіатрощі завдали репутаційних збитків: акції компанії, які колись коштували до 6 доларів за акцію, впали до трьох центів, і компанію закрили.
Після заснування публічної кампанії (1985 рік) Перлман особисто та професійно зблизився з Джеромом Розеном, партнером з фірми Norbay Securities. Norbay з Квінзу часто мала проблеми з регуляторами, активно торгувала акціями Airship, що допомагало підвищувати ціни акцій Airship і дозволяло Перлману продати сотні тисяч акцій і варрантів за вищими цінами. Проте Airship повідомляв про невеликий дохід, грошовий потік або чистий прибуток. За словами спільного друга, за підтримку своїх сміттєвих акції ліквідними, Перлман нібито платив Розену солідні комісійні, які сягали «десятків тисяч доларів» за операцію.

## Кар'єра в індустрії розваг
Перлмана зачарував успіх гурту «New Kids on the Block», які заробили сотні мільйонів доларів на записах, турах і продажах товарів. Він заснував Trans Continental Records з наміром створити бойбенд за такою ж бізнес-моделлю. Перлман організував пошук талантів, вартістю 3 мільйони доларів, відібравши п'ять невідомих виконавців для гурту «Backstreet Boys».
Музичними менеджерами призначили Джонні Райта, який опікувався «New Kids on the Block», та його дружину Донну. «The Backstreet Boys» стали найпродаванішим бойбендом всіх часів з рекордними продажами у 130 мільйонів, отримавши золото, платину та діаманти у 45 країнах. Перлману та Райту представили «NSYNC», який заснував Кріс Кіркпатрік. Вони взялися за проєкт, згодом продавши понад 70 мільйонів записів у всьому світі.
Ці два успішні проєкти принесли Перлману славу музичного магната. Серед інших бойбендів, якими керував Перлман, були «O-Town» (створений під час реаліті-шоу ABC–MTV «Making the Band»), «LFO», «Take 5», «Natural», «Marshall Dyllon» (створений спільно з виконавцем кантрі Кенні Роджерсом) і «US5», а також жіночі гурти «Solid HarmoniE» та «Innosense», якими керувала Лінн Гарлесс (мама учасника «NSYNC» Джастіна Тімберлейка). Серед інших виконавців на лейблі Trans Continental були Аарон Картер, Джордан Найт, «Smilez &amp; Southstar» і «C-Note».
Перлман також володів розважальним комплексом «Church Street Station» в Орландо, включно зі студією звукозапису Trans Continental Studios і танцювальною студією поблизу Дісней Ворлд «O-Town».
2002 року Перлман і Вес Сміт спільно написали книгу «Bands, Brands and Billions: My Top 10 Rules for Making Any Business Go Platinum».

### Позови гуртів
За винятком «US5» і «Marshall Dyllon», усі музичні колективи, які працювали з Перлманом, подали на нього до федерального суду за введення в оману та шахрайство. Усі справи проти Перлмана були виграні позивачами або врегульовані поза судом.
Учасники «Backstreet Boys» були першими, хто подав позов проти Перлмана, вважаючи, що їхній контракт, за яким Перлман брав участь як менеджер і продюсер, був несправедливим, оскільки Перлман також отримував гроші як шостий учасник гурту. Невдоволення почалося, коли Браян Літтрелл найняв адвоката, щоб з'ясувати, чому група отримала лише 300 000 доларів за роботу, тоді як Перлман і його лейбл заробили мільйони. В «NSYNC» виникли подібні проблеми, і його учасники невдовзі подали подібні позови.
2002 року Аарон Картер подав позов, звинувативши Перлмана і Trans Continental у викраданні у нього сотень тисяч доларів і в рекеті в рамках навмисної злочинної діяльності. Пізніше цей позов було врегульовано в позасудовому порядку.

### Скандал із пошуком талантів
У вересні 2002 року Перлман придбав онлайн-компанію Options Talent Group (раніше Emodel і Studio 58) Марка Толнера, яка займалася пошуком талантів, згодом називалася Trans Continental Talent (TCT), Wilhelmina Talent Scouting, Web Style Network (WSN), Fashion Rock і Talent Rock. В усі періоди після покупки компанії ключову роль в управлінні відігравав Айман «Алек» Діфраві, засуджений шахрай (займався Options/TCT/WSN). Їхня діяльність не залишалась поза увагою ЗМІ, які навіть робили відверті заяви, що вони є шахраями. Після того, як Hotjobs і Monster.com вилучили понад тисячу оголошень про роботу компанії, вони почали рекламуватися на заснованому Діфраві вебсайті «Industry Magazine».
Думка Better Business Bureau щодо Options/TCT/WSN була негативною, покликаючись на «шаблон скарг щодо введення в оману в практиці продажу». Управління з захисту прав споживачів штату Нью-Йорк опублікувало попередження, назвавши це наймасштабнішим прикладом шахрайства з фотографіями. Уповноважений з питань праці Сан-Франциско оголосив, що Options/TCT/WSN порушувала законодавства Каліфорнії. У Флориді подали близько 2000 скарг до тодішнього генерального прокурора Чарлі Кріста та Better Business Bureau, а розслідування розпочав помічник генерального прокурора Дауд. Однак, новопризначений помічник Макгрегор не зміг знайти «якихось суттєвих порушень», звинувачення не були висунуті. Ще більше ускладнив ситуацію той факт, що компанія оголосила про банкрутство, «залишивши порожні кишені, з яких не можна було стягнути збитки».
У червні 2004 року Fashion Rock, LLC подала цивільний позов про наклеп проти тих, хто критикував талант Перлмана. Справа була припинена і закрита 2006 року. Один із обвинувачених, канадський експерт із шахрайства споживачів Лес Гендерсон, успішно подав позов про наклеп проти Перлмана, Толнера, Ель-Діфраві та кількох інших.
Fashion Rock, LLC проіснувала до 2 лютого 2007 року, моменту продажів її активів в рамках процедури банкрутства. Діфраві продовжував подавати позови, які були відхилені, і якийсь час керував Expand, Inc. dba Softrock.org, також знаною як Employer Network, за тією ж адресою, що й TCT.

## Фінансова піраміда
2006 року слідчі виявили, що Перлман організував фінансову піраміду, найтривалішу в історії Америки, і обманом позбавив інвесторів понад 1 мільярд доларів, з яких 300 мільйонів досі не знайдені. Понад 20 років Перлман спонукав приватних осіб і банки інвестувати в Trans Continental Airlines Inc., TransCon Records і материнську компанію обох компаній, Trans Continental International Inc. Усі три компанії існували лише на папері — принаймні до успіху бойбендів, і TransCon Records отримувала прибуток від підписаних угод. Успіх «NSYNC» і «Backstreet Boys» допомогли розширити піраміду. Перлман використовував фальшиві документи Федеральної корпорації зі страхування вкладів, AIG і Лондонського Ллойдса для завоювання довіри інвесторів до своєї програми «Інвестиційний ощадний рахунок працівників», а також використовував підроблені фінансові звіти, створені фіктивною бухгалтерською фірмою «Коен і Сігел» для отримання банківських позик.

### Розслідування й арешт
У лютому 2007 року регулятивні органи Флориди оголосили, що Trans Continental Savings Program Перлмана була масовим шахрайством, і компанія перейшла державі. Більшість із принаймні 95 мільйонів доларів інвесторів зникли. Суддя округу Орандж Рене Рош наказала Перлману та двом його спільникам, Роберту Фіскетті та Майклу Круделлу, повернути до США «будь-які активи, вивезені за кордон, отримані внаслідок незаконних операцій».
Після втечі Перлмана бачили в Орландо наприкінці січня 2007 року, а на початку лютого в Німеччині, зокрема появу на німецькому телебаченні 1 лютого. Повідомляється, що його бачили в Росії, Білорусі, Ізраїлі, Іспанії, Панамі та Бразилії. На початку лютого адвокат із Флориди отримав листа від Перлмана, надісланого з Балі. Перлмана заарештували в Індонезії 14 червня 2007 року після того, як його помітила пара туристів з Німеччини. Він жив у туристичному готелі в Нуса-Дуа на Балі. 27 червня 2007 року Перлману висунули звинувачення, зокрема у змові, відмиванні грошей і фальшивій претензії щодо банкрутства.

### Засудження та покарання
Після суду та за п'ять днів до винесення вироку у травні 2008 року Перлман попросив доступ до телефону та інтернету два дні на тиждень, щоб продовжувати просувати гурти. Федеральний суддя Кендалл Шарп відхилив запит.
21 травня 2008 року Шарп засудив Перлмана до 25 років ув'язнення за звинуваченням у змові, відмиванні грошей і неправдивих свідченнях під час процедури банкрутства. Перлман міг скоротити термін свого ув'язнення на один місяць за кожен мільйон доларів виплат постраждалим.

### Банкрутство
У березні 2007 року Перлмана та його компанії визнали банкрутами. Постраждалі намагалися продати майно на аукціоні, зокрема особняк, повний відомих творів мистецтва та неоціненних пам'ятних речей. Але з'ясувалося, що витвори мистецтва та пам'ятні речі здебільшого підроблені. Те, що можна було продати, було виставлено на аукціон через eBay й аукціонний з банкрутства.
«Church Street Station», історична залізнична станція в центрі Орландо, яку Перлман придбав 2002 року, продали на аукціоні у квітні 2007 року за 34 мільйони доларів. Кілька речей Перлмана, зокрема дипломи з коледжу, купив журналіст і кінокритик «The AV Club» Натаном Рабіном.

## Претензія Кроніна
В інтерв'ю 2009 року Говарду Стерну Річ Кронін, колишній вокаліст «LFO», сказав, що він отримав лише частину належних йому грошей від продажу записів. Кронін також стверджував, що Перлман «хотів всіх трахнути» і кілька разів намагався спокусити його.
Другий учасник «LFO» Бред Фіскетті, однак, продовжував називати Перлмана своїм другом і висловив сум через новини про його арешт, ув'язнення та смерть.
Нік Картер, коли його запитали, чи правдива ця заява, припустив, що образа підштовхнула на такі звинувачення.
В інтерв'ю «Orlando Sentinel» колишній учасник «NSYNC» Ленс Басс, на запитання про звинувачення, відповів, що Перлман ніколи не поводився з ними неналежним чином.

## Смерть
2008 року Перлман почав відбувати покарання з передбачуваною датою звільнення 24 березня 2029 року. 2010 року він переніс інсульт. У нього виявили інфекцію серцевого клапана. За кілька тижнів до смерті Перлману зробили операцію із заміни серцевого клапана. У в'язниці його доправили до лікарні, де йому призначили ще одну операцію.
19 серпня 2016 року помер у Федеральному виправному закладі в Маямі від зупинки серця. Його поховали через десять днів, 29 серпня 2016 року, у поряд зі сім'єю.

## Документальні фільми
З'явився у третьому сезоні документального серіалу CNBC в епізоді «Boy Band Mogul» 2009 року.
Прем'єра документального фільму «Афера з бойбендом: Історія Лу Перлмана», створений учасником бойбенду Ленсом Бассом, відбулася на кінофестивалі «South by Southwest» 13 березня 2019 року. Його випустили на YouTube Premium у квітні 2019 року.
13 грудня 2019 року був у центрі сюжету епізоду «The Hitman: From Pop to Prison» програми ABC «20/20».
24 липня 2024 року відбувся прем'єрний показ документального серіалу «Брудна попса: Афера з бойбендами» від Netflix, основаного на біографії Перлмана.